# Pleurothallis purdomae
Pleurothallis purdomae là một loài thực vật có hoa trong họ Lan. Loài này được Ames ex Purdom miêu tả khoa học đầu tiên năm 1937.